# Траффиканте, Санто (младший)
Санто Траффиканте-младший (англ. Santo Trafficante Jr; 15 ноября 1914, Тампа, Флорида, США — 17 марта 1987, Хьюстон, Техас, США) — итало-американский гангстер, босс Семьи Траффиканте, названной в честь его отца, Санто Траффиканте-старшего. Один из самых влиятельных боссов мафии в Соединённых Штатах. Контролировал операции организованной преступности во Флориде и на Кубе.
Траффиканте поддерживал связи с семьёй Бонанно в Нью-Йорке и с Сэмом Джанкана, боссом чикагской мафии в 1957—1966 годах. Хотя Траффиканте считался самой влиятельной фигурой организованной преступности во Флориде, он не имел полный контроль над штатом. Восточное побережье Флориды, в первую очередь Майами, Майами-Бич, Форт-Лодердейл и Палм-Бич, представляло собой зону интересов мафиозных семей Северо-Востока и других регионов, связанных с Меером Лански, Багси Сигелом (Лос-Анжелес), Анджело Бруно (Филадельфия) и Карлосом Марчелло (Новый Орлеан), а также Фрэнком Рагано, знаменитым «адвокатом мафии» из Флориды.
Траффиканте признал своё участие в покушениях на Фиделя Кастро Специальному комитету Палаты представителей США по убийствам в 1978 году, но категорически отверг обвинения в том, что ему было известно о заговоре с целью убийства президента Джона Ф. Кеннеди. В 1987 года федеральные следователи предъявили ему обвинения в разграблении пенсионных фондов Международного союза стоматологов и офтальмологов, но Санто-младший умер после операции шунтирования в Техасском институте сердца в Хьюстоне, прежде чем предстал перед судом.

## Биография
Санто Траффиканте-младший родился в Тампе (штат Флорида) в семье сицилийцев Санто Траффиканте-старшего и его жены Марии Джузеппы Каччиаторе в 1914 году. Он бросил школу, не доучившись до 10-го класса. Траффиканте содержал несколько резиденций во Флориде и Нью-Йорке. Документы Министерства финансов США показывают, что правоохранительные органы полагали, что легальные деловые интересы Траффиканте включали несколько казино на Кубе; автокинотеатр в Гаване; и доли в нескольких ресторанах и барах в родном городе Траффиканте Тампе. Одновременно он был главой мафиозного синдиката, которому принадлежал ряд кубинских отелей и казино. В декабре 1946 года Траффиканте участвовал в Гаванской конференции мафии как представитель своего отца, одного из самых влиятельных мафиози США.
На протяжении 1950-х годов Траффиканте часто арестовывали по различным обвинениям во взяточничестве и проведении незаконных лотерей болита в районе Ибор-Сити в Тампе. Но только однажды правоохранительным органам удалось добиться его осуждения. В 1954 году Траффиканте-младший был приговорён к пяти годам за взяточничество, но приговор был отменён Верховным судом Флориды ещё до того, как он попал в тюрьму.

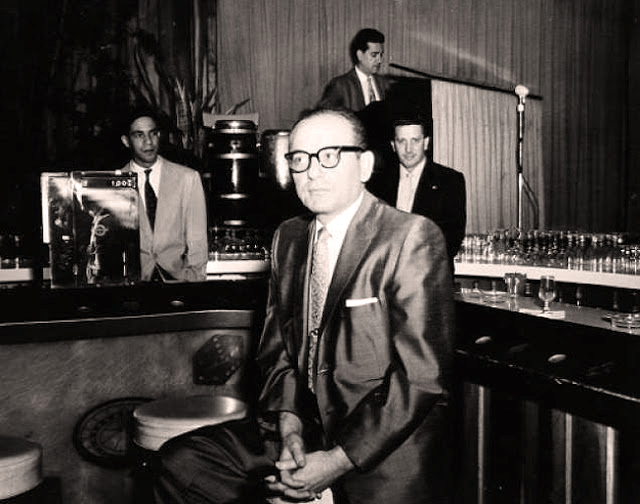
Санто Траффиканте-младший в баре ночного клуба Sans Souci Cabaret в Гаване, Куба (1955).

Траффиканте действовал на Кубе с середины 1940-х годов под руководством своего отца Санто Траффиканте-старшего, мафиози из Тампы, Флорида. После того, как отец умер в 1954 году, он стал главой Тампской мафии и в 1955 году переехал на Кубу для управления местными активами семьи. В Гаване он близко сошёлся с диктатором Кубы Фульхенсио Батистой и влиятельным нью-йоркским гангтсером Меером Лански. Во время правления Батисты Траффиканте открыто управлял игорными заведениями Sans Souci Cabaret и Casino International в Гаване. Как один из ведущих членов синдиката, он также подозревался в наличии закулисных интересов в других принадлежащих синдикату кубинских казино: Hotel Habana Riviera, Tropicana Club, Sevilla-Biltmore, Capri Hotel Casino, Commodoro, Deauville и Havana Hilton.
В ноябре 1957 года Траффиканте был задержан в вместе с более чем 60 другими боссами на конференции мафии в Апалачине. Все они были оштрафованы на сумму до 10 000 долларов каждый и приговорены к тюремному заключению на срок от трёх до пяти лет, но все обвинительные приговоры были отменены в апелляционном порядке в 1960 году. Куба была одной из тем совещания в Апалачине, особенно интересы Коза ностры на острове в отношении азартных игр и контрабанды наркотиков. Международная торговля наркотиками также была важной темой в повестке дня совещания.
В январе 1958 года Траффиканте был допрошен кубинской полицией по поводу совещания в Апалачине. Полный отчёт кубинской полиции включает также стенограммы междугородних телефонных звонков, сделанных из Sans Souci Cabaret в период с августа по декабрь 1957 года. Отчёт был передан в прокуратуру округа. Кроме того, «23 января 1958 года Кубинское следственное управление, Гавана, Куба, уведомило Бюро по борьбе с наркотиками, что Санто Траффиканте был зарегистрирован в их Управлении по делам иностранцев под номером 93461».

## Борьба против Кастро
Пришедшее к власти после свержения режима Батисты революционное правительство Фиделя Кастро закрыло казино и национализировало отели принадлежащие мафиозным кланам. Сами мафиозо, в том числе и Санто Траффиканте, были высланы из страны как «нежелательные иностранцы». После этого Траффиканте вступил в контакт с ЦРУ и участвовал в нескольких безуспешных заговорах с целью убийства Кастро. В 1975 году ЦРУ рассекретило отчёт, в котором говорилось, что Траффиканте убедили участвовать в отравлении Кастро, что он отрицал. В 1997 году рассекреченные документы показали, что некоторые мафиози работали с ЦРУ над попытками убийства Кастро.
В 2007 году ЦРУ рассекретило новую порцию документов. Они подтвердили, что в сентябре 1960 года ЦРУ завербовало бывшего агента ФБР Роберта Махей, чтобы тот связался с эмиссаром чикагской мафии на западном побережье Джонни Роселли. Махей скрыл тот факт, что его подослало ЦРУ, выдав себя за представителя международных корпораций. Он предложил заплатить 150 000 долларов за убийство Кастро, но Роселли отказался от любой оплаты и познакомил Махея с двумя мужчинами, которых он называл «Сэм Голд» и «Джо». Под вымышленными именем и фамилией «Сэм Голд» на самом деле скрывался Сэм Джанкана; «Джо» был Траффиканте. ЦРУ и мафия имели общего врага в лице Кастро, что подвигло их на сотрудничество.

## Обвинения в заговоре против Кеннеди
В 1976 году кубинский эмигрант и информатор ФБР Хосе Алеман сообщил The Washington Post, что в сентябре 1962 года Траффиканте предложил ему ссуду в размере $1,5 млн на замену трёхэтажного «ветхого мотеля Алемана 12-этажным стеклянным чудом». По его словам, Траффиканте жаловался на президента Джона Ф. Кеннеди и его «нападки» на Джимми Хоффа и других сообщников мафии. По словам Алемана, когда он сказал Траффиканте, что Кеннеди, вероятно, будет переизбран, тот ответил: «Нет, Хосе, его собираются грохнуть» (No, Jose, he is going to be hit). Алеман утверждал, что сообщил о комментариях Траффиканте ФБР, которые «отклонили предупреждения как гангстерское хвастовство».
В 1978 году Траффиканте и Алеман были вызваны для дачи показаний перед членами Специального комитета Палаты представителей США по делам об убийствах (HSCA), расследовавших возможные связи между убийцей Кеннеди Ли Харви Освальдом и кубинскими эмигрантами, выступающими против Кастро, включая теорию о том, что Кастро убил Кеннеди в отместку за покушения ЦРУ на его жизнь. 27 сентября 1978 года Алеман повторил следователям HSCA, что Траффиканте на протяжении нескольких часов в июне или июле 1963 года во время обсуждения бизнес-кредита жаловался ему на подавление Кеннеди организованной преступности.
HSCA ранее цитировала Алемана, заявившего, что, по его мнению, фраза Траффиканте «его собираются грохнуть» означает, что босс мафии знал о планах убить Кеннеди. В ответ Алеман отрицал это и сказал, что, по его мнению, Траффиканте имел в виду, что Кеннеди «пострадает» политически во время следующих выборов. Он заявил, что беспокоится о своей безопасности и не уверен, что когда-либо правильно слышал или понимал комментарий Траффиканте.
После предоставления иммунитета от судебного преследования Траффиканте дал показания перед HSCA и опроверг утверждение о том, что сказал Алеману, что «Кеннеди собирались грохнуть». По его словам он не мог сказать этого, так как всегда говорил с Алеманом по-испански, а по-испански эту фразу произнести невозможно. Траффиканте также заявил, что не помнит встречи с Освальдом или убийцей Освальда, Джеком Руби. Во время своих показаний Траффиканте также впервые признал, что работал с ЦРУ с 1960 по 1961 год, помогая отравить Кастро, но заявил, что его роль заключалась только в качестве переводчика между чиновниками ЦРУ и кубинскими эмигрантами. Он показал, что его втянули в заговор Роселли и Джанкана, завербованные Махеем. Траффиканте сказал, что познакомил всех троих с кубинскими эмигрантами во Флориде и не получил никакой оплаты за своё участие, действуя из патриотизма.
14 января 1992 года бывший поверенный Траффиканте Фрэнк Рагано сказал Джеку Ньюфилду из New York Post, что передал просьбу Хоффы Траффиканте и боссу новоорлеанской семьи Карлосу Марчелло убить Кеннеди. Он повторил это заявление два дня спустя в программе ABC Good Morning America, затем в ноябре 1992 года в серии документального сериала Frontline канала PBS, озаглавленной JFK, Hoffa and Mob и снова в своей автобиографии Mob Lawyer 1994 года. По словам Рагано, он встретил Хоффу в штаб-квартире профосюза водителей в Вашингтоне (округ Колумбия), а затем передал его просьбу Траффиканте и Марчелло на встрече в отеле Royal Orleans в Новом Орлеане. Он заявил, что Хоффа выбрал его как своего адвоката, а значит полагаясь на адвокатскую тайну.
Рагано также утверждал, что Траффиканте за четыре дня до своей смерти признался в том, что Марчелло должен был убить Роберта Ф. Кеннеди, а не его брата, президента. Рагано заявил, что три свидетеля могут подтвердить его заявление о том, что он встречался с Траффиканте в Тампе, но отказался назвать их имена, добавив: «Один парень боится возмездия. Другие парни — два врача, которые говорят, что дадут показания, если их вызовут в суд». В своей книге Reclaiming History: The Assassination of President John F. Kennedy юрист и писатель Винсент Буглиози утверждал, что заявления Рагано недостоверны
В 2005 году в книге Ламара Уолдрона и Тома Хартмана Ultimate Sacrifice говорилось, что Траффиканте стоял за несостоявшим заговором с целью убить Кеннеди в Тампе 18 ноября 1963 года.

## Последние годы и смерть
Траффиканте был вызван в суд в 1986 году и допрошен о причастности к клубу King's Court Bottle Club, управляемому членами семьи Бонанно, включая агента ФБР под прикрытием Джо Пистоне, также известного как Донни Браско. Но Траффиканте снова избежал осуждения. 17 марта 1987 года Траффиканте умер в возрасте 72 лет в Техасском институте сердца в Хьюстоне, где ему сделали операцию на сердце. Его жена Жозефина умерла в 2015 году в возрасте 95 лет; у него остались две дочери. После её смерти семья Траффиканте продала дом, построенный в Тампе в 1970 году, за 950 000 долларов. В феврале 2016 года многие личные вещи Траффиканте были проданы на аукционе в Сент-Питерсберге (Флорида).